# Шліхта Наталя Василівна
Шліхта Наталя Василівна (нар. 1977) — кандидат історичних наук, доцент кафедри історії Національного університету «Києво-Могилянська академія», дослідниця історії церкви в радянській державі та історії радянського суспільства.

## Освіта
1998 року закінчила бакалаврську програму з історії в Національному університеті «Києво-Могилянська академія», отримавши диплом з відзнакою.
Ступінь магістра історії здобула в Центральноєвропейському університеті, на відмінно захистивши роботу за темою «The Church under Conditions of Khrushchev's Anti-Religious Of ensive: The Ukrainian Situation and Its Polish Parallel». 2000 р. — отримала ступінь магістра історії в НаУКМА, захистивши роботу на тему: «Проблема взаємовідносин Церкви та Держави на прикладі УРСР і ПНР у 50-х — 60-х рр. (порівняльний аналіз)».
Протягом 2003 року проходила навчання на теологічному факультеті Кембриджського університету (Велика Британія).
2005 року Наталя Шліхта отримала ступінь доктора філософії з історії в ЦЄУ), тема дисертації: «The Survival of the Church under Soviet Rule: A Study in the Life of the Ukrainian Exarchate of the Russian Orthodox Church, 1945–1971» (оцінка «summa cum laude»).
2006 року захистила кандидатську дисертацію за темою «Технології виживання Церкви в радянській державі (на прикладі Українського Екзархату Російської православної церкви, 1945–1971 рр.)».
В квітні 2011 Наталі Шліхті було присвоєно звання доцента.

## Адміністративна та педагогічна діяльність
В жовтні — грудні 2003 року — асистента кафедри історії Центральноєвропейського університету.
Протягом вересня 2005 — серпня 2011 рр. — координатор співробітництва кафедри історії НаУКМА з Програмою академічних стипендій Інституту Відкритого суспільства (HESP/OSI Academic Fellowship Program) (Будапешт, Угорщина).
Протягом лютого 2007 — березня 2009 років викладала історію Церкви в Інституті релігійних наук св. Томи Аквінського (Київ).
Протягом 1 вересня 2005 року — 31 серпня 2007 року — асистент кафедри історії НаУКМА. 5 травня 2009 року — 3 січня 2010 року — старший викладач кафедри історії НаУКМА. З 4 січня 2010 року — доцент кафедри історії факультету гуманітарних наук.
В березні 2012 року Наталя Шліхта очолила кафедру історії Національного університету «Києво-Могилянська академія».
Є членом редколегії часопису «Наукові записки НаУКМА: Історичні науки» (з грудня 2005 року).

## Наукові публікації

### Монографії
- Церква тих, хто вижив. Радянська Україна, середина 1940-х — початок 1970-х рр. [Архівовано 13 листопада 2015 у Wayback Machine.] / Наталя Шліхта. — Харків: Акта, 2011. — 468 с.

### Посібники
- Історія радянського суспільства: Навч. посібник / Наталя Шліхта. — К.: Видавничо-поліграфічний центр НаУКМА, 2010. — 218 с. (гриф МОН), ISBN 978-966-2410-15-0

- Історія радянського суспільства: Методичні рекомендації та програма спецкурсу / Наталя Шліхта.– К.: НаУКМА, 2008. — 70 с.

### Статті
- Державний заповідник «Києво-Печерська Лавра» в повоєнне двадцятиліття (до питання про пам'яткоохоронну діяльність в Українській РСР)   // Наукові записки НаУКМА: Історичні науки. — К.: Вид. дім «Києво-Могилянська академія», 2007. — Т. 65. — C. 50–55 (фахове видання).
- «Посередницька» роль Ради у справах Російської православної церкви (на матеріалах Української РСР, 1943—1965 рр.) / Н. В. Шліхта // Наукові записки НаУКМА: Історичні науки. — К.: Вид. дім «Києво-Могилянська академія», 2008. — Т. 78. — С. 39–45 (фахове видання).
- Радянська історіографія — західна наука: дискусії навколо концепції «феодалізму»   // Сторінки історії. — Київ, 2008. — Вип. 27. — С. 214—224 (фахове видання).
- Номенклатура та її привілеї в дискусіях доби перебудови очима радянських і західних журналістів   // Наукові записки НаУКМА: історичні науки. — К.: «Пульсари», 2009. — Т. 91. — С. 52–58 (фахове видання).
- Competing Concepts of «Reunification» behind the Liquidation of the Ukrainian Greek Catholic Church // Christianity and Modernity in Eastern Europe / ed. by Bruce R. Berglund and Brian Porter-Szücs. — Budapest–New York: CEU Press, 2010. — P. 159—190.
- Прагнучи ізолювати Церкву: до питання про характер радянської політики в релігійній сфері (1940–1980-і роки)  // Історія релігій в Україні: науковий щорічник / упор. О.Киричук, М. Омельчук, І. Орлевич. — Л.: Львівський музей історії релігії; вид-во «Логос», 2010. — Кн. 1. — C. 889—897 (фахове видання).
- Православні вірні — на захист своїх прав і своєї Церкви (на українських матеріалах кінця 1940-х — 1970-х рр.)   // Наукові записки НаУКМА: Історичні науки. — К.: Видавничо-поліграфічний центр НаУКМА, 2010. — Т. 104. — С. 34–41 (фахове видання).
- До питання про «возз'єднання» українських греко-католиків із РПЦ: позиція Московського Патріархату  // Історія релігій в Україні: науковий щорічник / упор. О. Киричук, М. Омельчук, І. Орлевич. — Л.: Інститут релігієзнавства — філія Львівського музею історії релігії; вид-во «Логос», 2011. — Книга 1. — C. 580—589 (фахове видання).
- «От традиции к современности»: православная обрядность и праздники в условиях антирелигиозной борьбы (на материалах УССР , 1950-е-1960-е гг.) // Государство, религия, церковь в России и за рубежом. 2012. — № 3-4 (30). — С. 380—407.
- «Украинский» как «не-православный», или Как греко-католики «воссоединялись» с Русской православной церковью (1940–1960‑е гг.) // Государство, религия, церковь в России и за рубежом. 2014. - № 4. - С. 208-234.
- Как учредить «антисоветскую организацию»: к истории Кестонского института и письма верующих из Почаева // Государство, религия, церковь в России и за рубежом. 2017. — № 1. — С. 244—267